# The Gun Runners
The Gun Runners is een Amerikaanse film noir uit 1958 onder regie van Don Siegel. Het scenario is gebaseerd op de roman To Have and Have Not (1937) van Ernest Hemingway. In Nederland werd de film destijds uitgebracht onder de titel Wapensmokkel naar Cuba.

## Verhaal
Sam Martin is de eigenaar van een onafbetaalde boot. Omdat de zaken niet goed gaan, moet hij zich inlaten met de onbetrouwbare Hanagan. Tijdens een reis naar Cuba dwingt hij Sam om een lading wapens te smokkelen.

## Rolverdeling
| Acteur          | Personage   |
| --------------- | ----------- |
| Audie Murphy    | Sam Martin  |
| Eddie Albert    | Hanagan     |
| Patricia Owens  | Lucy Martin |
| Everett Sloane  | Harvey      |
| Richard Jaeckel | Buzurki     |
| Paul Birch      | Sy Phillips |
| Jack Elam       | Arnold      |
| John Qualen     | Pop         |
| Edward Colmans  | Juan        |
| Stephen Peck    | Pepito      |
| Carlos Romero   | Carlos      |
| Gita Hall       | Eva         |